# Vredenhoef
Vredenhoef is een buitenplaats langs de rivier de Vecht in het Nederlandse dorp Maarssen.
In rijksmonumentaal opzicht behoren tot de buitenplaats het hoofdgebouw, de historische tuin- en parkaanleg en het koetshuis. Ook daarin beschermd is het toegangshek dat oorspronkelijk van Vechtenstein afkomstig is.